# Penza oblast
Penza oblast är ett oblast i Ryssland med en yta på 43 200 km² och nästan 1,4 miljoner invånare. Huvudort är Penza.